# Referéndum sobre la permanencia de Jamaica en la Federación de las Indias Occidentales de 1961
El referéndum sobre la permanencia continuada en la Federación de las Indias Occidentales en Jamaica se llevó a cabo el 19 de septiembre de 1961. El No ganó, con un 54,1% de los votos, lo que provocó la salida de Jamaica de la federación y su disolución en 1962. La participación electoral fue del 61,5%

## Resultados
| Elección                                                                    | Votos   | %    |
| --------------------------------------------------------------------------- | ------- | ---- |
| ¿Quiere que Jamaica permanezca en la Federación de las Indias Occidentales? |         |      |
| A favor                                                                     | 217,319 | 45.9 |
| En contra                                                                   | 256,261 | 54.1 |
| Votos invalidos/votos en blanco                                             | 5,640   | –    |
| Total                                                                       | 479,220 | 100  |